# Andreas Bjelke Nygaard
Andreas Bjelke Nygaard (ur. 5 września 1981 w Aalborgu lub Odense) – duński skoczek narciarski, reprezentant klubu Odense Skiklub, jedyny reprezentant Danii we współczesnej historii skoków narciarskich i jej rekordzista w długości skoku narciarskiego mężczyzn.

## Życiorys
Urodził się w Danii, jednak po roku, wraz z rodziną, wyjechał do Norwegii. Pierwszy skok oddał w 1986. Wychowywał się i uprawiał skoki narciarskie w miejscowości Espa, położonej niedaleko Hamar. W pierwszym konkursie w tej dyscyplinie sportu wziął udział w wieku 9 lat, reprezentując norweski klub Espa IL. W listopadzie 2000 skontaktował się z Duńskim Związkiem Narciarskim, zgłaszając swoją chęć reprezentowania tego kraju. Został wówczas zawodnikiem duńskiego klubu Odense Skiklub i otrzymał licencję umożliwiającą reprezentowanie Danii na arenie międzynarodowej. W tym czasie jego rekord życiowy wynosił 127 metrów.
W sezonie 2000/2001, 9 i 10 marca 2001 wystartował w zawodach Pucharu Kontynentalnego w norweskim Vikersund i dwukrotnie zajął ostatnie miejsce (50. i 53.). 13 marca 2001 po raz trzeci i ostatni w karierze wystąpił w oficjalnych zawodach międzynarodowych rozgrywanych pod egidą Międzynarodowej Federacji Narciarskiej – podczas konkursu Pucharu Kontynentalnego w norweskim Våler zajął przedostatnią, 51. pozycję, a jedynym zawodnikiem, jakiego wyprzedził, był Norweg Arne Sneli.
Oprócz startów międzynarodowych skakał w tym czasie także w konkursach Pucharu Norwegii w skokach narciarskich – w sezonie 2000/2001 w rywalizacji w kategorii seniorów w klasyfikacji generalnej zajął miejsca w końcówce drugiej dziesiątki, podobnie jak w sezonie 2001/2002, gdy plasował się w okolicy 20. miejsca. Ponadto w 2000 roku wziął udział w mistrzostwach Norwegii, gdzie w konkursie indywidualnym na skoczni K-90 w gronie 85 zawodników zajął 75. miejsce.
Planował wystąpić na Zimowych Igrzyskach Olimpijskich 2002 w Salt Lake City, jednak nie uzyskiwał zadowalających wyników (Duński Komitet Olimpijski w styczniu 2001 ogłosił, iż wymaga od niego zajęcia co najmniej dwukrotnie miejsca w czołowej dziesiątce konkursu Pucharu Świata najpóźniej do 15 stycznia 2002, aby mógł wystąpić w igrzyskach w Salt Lake City). W razie dostania się Nygaarda do grupy najlepszych norweskich skoczków Duński Związek Narciarski miał zamiar zacząć finansować jego dalsze treningi i starty, jednak ostatecznie mu się to nie udało (do osiągnięcia tego celu potrzebował zajęcia miejsca w czołowej piętnastce klasyfikacji generalnej na koniec sezonu Pucharu Norwegii w skokach narciarskich w kategorii seniorów).
Zakończył karierę w 2004 z powodu problemów zdrowotnych z kolanami, które zostały mu wówczas zoperowane. Jego rekord (będący jednocześnie rekordem Danii) wynosi 137 m i został ustanowiony w Lillehammer. Czyni go to jedynym duńskim skoczkiem narciarskim w historii, który w swojej karierze przekroczył odległość 130 metrów.